# Lijst van gedenkbanken in Nederland
Dit is een chronologische lijst van gedenkbanken of herinneringsbanken in Nederland. Voor deze lijst wordt onder een gedenkbank verstaan: een zitmeubel in de open lucht waar meer dan één persoon op kan plaatsnemen en dat een persoon, een groep personen, een organisatie, een dier, of een gebeurtenis gedenkt. De naam van de persoon, de groep personen, de organisatie, het dier of de gebeurtenis dient op de bank te staan of moet er in het verleden op gestaan hebben. Als jaar wordt het jaar aangehouden waarin de betreffende bank geplaatst is. 
In deze lijst staan geen (vaak reeds bestaande) banken die door mensen geadopteerd worden in ruil voor een (vaak metalen) plaatje met daarop de naam van een geliefde of een andere tekst. Soortgelijke bankjes staan vaak in natuurgebieden.
| Naam                                                                  | Opgedragen aan | Jaar | Ontwerper(s)                                                                            | Categorie                                    | Locatie                                                                 | Plaats                 | Provincie     | Afbeelding |
| --------------------------------------------------------------------- | --- | ---- | --------------------------------------------------------------------------------------- | -------------------------------------------- | ----------------------------------------------------------------------- | ---------------------- | ------------- | ---------- |
| Cremer-bank                                                           | Jacob Cremer, kunstenaar | 1881 | Hugo Pieter Vogel                                                                       | Cultuur                                      | Scheveningse Bosjes                                                     | Den Haag               | Zuid-Holland  |            |
| Ver Huellbank                                                         | Henry Christiaan Arnoud Ver Huell, lid gemeenteraad en lid provinciale staten Zuid-Holland                                                                                             | 1881 | Eugène Lacomblé en A. van Roon                                                          | Politicus                                    | Ver Huellweg                                                            | Den Haag               | Zuid-Holland  |            |
| Vreede-bank                                                           | Dirk Vreede, wethouder | 1887 | Jan Goossen                                                                             | Politicus                                    | Plantsoen (achter Theater Junushoff)                                    | Wageningen             | Gelderland    |            |
| Van der Houven van Oordt-bank                                         | Hendrik Christiaan van der Houven van Oordt | 1892 | Jan Albertus Wijn                                                                       | Filantroop                                   | Oranjepark                                                              | Apeldoorn              | Gelderland    |            |
| Huetbank                                                              | Adrien Huet, hoogleraar werktuigbouwkunde | 1901 | Adolf le Comte en Arend Odé                                                             | Academicus                                   | Kalverbos                                                               | Delft                  | Zuid-Holland  |            |
| Boldinghbank                                                          | Gerrit Boldingh, luitenant, vrijwilliger tijdens de Boerenoorlog | 1903 | Eduard Jacobs                                                                           | Militair                                     | Nederlands Artillerie Museum (Oorspronkelijk Kazerneplein in Gorinchem) | 't Harde               | Gelderland    |            |
| Justus van Maurikbank                                                 | Justus van Maurik, schrijver | 1907 | Eduard Jacobs                                                                           | Cultuur                                      | Oosterpark                                                              | Amsterdam              | Noord-Holland |            |
| Van Suchtelen van de Haare-bank                                       | Reinier van Suchtelen van de Haare, burgemeester van Bussum | 1909 |                                                                                         | Politicus                                    | Algemene begraafplaats                                                  | Bussum                 | Noord-Holland |            |
| De Genestet-bank                                                      | Petrus Augustus de Génestet, dichter | 1911 | Louis Vreugde                                                                           | Cultuur                                      | Brederodelaan                                                           | Bloemendaal            | Noord-Holland |            |
| Van Wulfen bank                                                       | Johannes van Wulfen, onderwijzer | 1912 | Eduard Jacobs                                                                           | Leraar                                       | Brink                                                                   | Laren                  | Noord-Holland |            |
| Hora's bank                                                           | Johan Hora Siccama van de Harkstede, oprichter van de Oranjebond van Orde | 1913 |                                                                                         | Bestuurder                                   | Van der Huchtbos                                                        | Apeldoorn              | Gelderland    |            |
| De Pauw van Wieldrechtbank                                            | Aletta Cornelia Anna Voombergh | 1915 | Jan Stuivinga (architect), Johannes Cornelis Wienecke (plaquette) en Cornelis Jetses    | Filantroop                                   | Zeisterbos                                                              | Zeist                  | Utrecht       |            |
| Burgemeester Gallée-bank                                              | Jan Hendrik Gallée, Johannes Hermanus Gallée en Pieter Gerrit Gallée, burgemeesters van Vorden                                                                                         | 1917 |                                                                                         | Politicus                                    | Kruispunt Almenseweg en Burgemeester Galleestraat                       | Vorden                 | Gelderland    |            |
| Burgemeester Scholten-bank                                            | Elias Cornelis Scholten, burgemeester van Ruurlo | 1917 |                                                                                         | Politicus                                    | Domineesteeg                                                            | Ruurlo                 | Gelderland    |            |
| Wierdsma-de Balbian Verster-Rypperda bank                             | Oisterwijkse bossen en vennen, aankoop van landgoed De Hondsberg, alsmede ter herinnering aan de geslachten Wierdsma, Rijpperda en De Balbian Verster, die De Hondsberg hebben beheerd | 1918 | Herman Ambrosius Jan Baanders                                                           | Gebeurtenis                                  | Oisterwijkse Bossen en Vennen (bij Groot Kolkven)                       | Oisterwijk             | Noord-Brabant |            |
| B.L.W. van der Hucht-bank                                             | Bertha Louise Wilhelmina van der Hucht, voorzitter van de Kwartgulden-vereniging | 1919 |                                                                                         | Bestuurder                                   | Van der Huchtbos                                                        | Apeldoorn              | Gelderland    |            |
| Gedenkbank J.A. de Jongh                                              | Johan August de Jongh, luitenant-ter-zee, redde een matroos en vond daarbij zelf de dood                                                                                               | 1919 | Herman Ambrosius Jan Baanders en Jan Baanders Sr.                                       | Gebeurtenis                                  | Marinemuseum                                                            | Den Helder             | Noord-Holland |            |
| Gijselaarsbank                                                        | Nicolaas Charles de Gijselaar, burgemeester van Leiden | 1920 | Willem Coenraad Brouwer                                                                 | Politicus                                    | Rapenburg                                                               | Leiden                 | Zuid-Holland  |            |
| In memoriam Philip Loots                                              | Philip Loots, componist | 1921 |                                                                                         | Cultuur                                      | Haarlemmerhout                                                          | Haarlem                | Noord-Holland |            |
| Posbank                                                               | Gerard Adriaan Pos, voorzitter van de ANWB | 1921 | Willem Leliman                                                                          | Bestuurder                                   | Beekhuizenseweg                                                         | Rheden                 | Gelderland    |            |
| Ripping-bank                                                          | G. Ripping, burgemeester van Alkmaar | 1921 |                                                                                         | Bestuurder                                   | Hertenkamppad                                                           | Alkmaar                | Noord-Holland |            |
| Monument voor Jan Adriaansz Leeghwater                                | Jan Adriaansz Leeghwater, waterbouwkundige, legde 300 jaar eerder de Purmer droog | 1922 | Adriaan Hillebrand Kwantes                                                              | Divers                                       | Kruising Purmerenderweg en Westerweg                                    | Purmerend              | Noord-Holland |            |
| Scholten-bank                                                         | Jan Evert Scholten, lid Eerste Kamer | 1922 | J.A. Mulock Houwer en Jo de Vogel                                                       | Politicus                                    | Helper Brink                                                            | Groningen              | Groningen     |            |
| De Stenen Bank in Hees                                                | Tramverbinding Hees-Nijmegen, opening in 1922 | 1922 | Jan van Vucht Tijssen en Jan van Rijckevorsel                                           | Gebeurtenis                                  | Kerkstraat (t.h.v. nummer 4)                                            | Nijmegen               | Gelderland    |            |
| Jubileumbank Aaltens Belang                                           | Aaltens Belang, 25-jarig jubileum | 1923 | Jacob Johannes Post                                                                     | Jubileum vereniging                          | Polstraat                                                               | Aalten                 | Gelderland    |            |
| Nagtzaam-bank                                                         | Adrianus Nagtzaam, raadslid in Haarlem | 1923 |                                                                                         | Politicus                                    | Nagtzaamplein                                                           | Haarlem                | Noord-Holland |            |
| Jacob van Reenen-bank                                                 | Jacob van Reenen, burgemeester van Bergen | 1923 | Tjipke Visser                                                                           | Politicus                                    | Van Reenenpark                                                          | Bergen                 | Noord-Holland |            |
| Van Roijen-bank                                                       | Isaac Antoni van Roijen, burgemeester van Zwolle | 1923 | Lourens Krook                                                                           | Politicus                                    | Potgietersingel                                                         | Zwolle                 | Overijssel    |            |
| Steynbank                                                             | Marthinus Theunis Steyn, president van Oranje Vrijstaat | 1923 | Henry van der Velde                                                                     | Buitenlandse politicus                       | Nationaal Park De Hoge Veluwe                                           | Otterlo                | Gelderland    |            |
| Wilhelminabank                                                        | Wilhelmina, 25-jarig jubileum | 1923 | Theo van Reijn                                                                          | Koningshuis                                  | Brink                                                                   | Baarn                  | Utrecht       |            |
| Wilhelminabank                                                        | Wilhelmina, 25-jarig jubileum | 1923 | Frans Rothuizen                                                                         | Koningshuis                                  | Oostwal                                                                 | Goes                   | Zeeland       |            |
| Wilhelminabank                                                        | Wilhelmina, 25-jarig jubileum | 1923 | Johan Gerard Adriaan Heineman                                                           | Koningshuis                                  | Hogeweg (t.h.v. nummer 31)                                              | Velp                   | Gelderland    |            |
| Geërfdenbank                                                          | Rozendaalsche veld, overdracht door de geërfden van het dorp Velp aan de gemeente Rheden                                                                                               | 1924 |                                                                                         | Divers                                       | Pinkenbergseweg                                                         | Rozendaal              | Gelderland    |            |
| De Raadsman of De Philosoof (oorspronkelijk Monument President Steyn) | Marthinus Theunis Steyn, president van Oranje Vrijstaat | 1924 | Joseph Mendes da Costa                                                                  | Buitenlandse politicus                       | Nationaal Park De Hoge Veluwe (nabij Jachthuis Sint-Hubertus)           | Otterlo                | Gelderland    |            |
| Herdenkingsbank Christine de Bosch Kemper                             | Christine de Bosch Kemper, feministe | 1925 |                                                                                         | Filantroop                                   | Utrechtseweg (t.h.v. nummer 129)                                        | Amersfoort             | Utrecht       |            |
| Ode aan A.A. Del Court van Krimpen                                    | Aalbrecht Arent del Court van Krimpen, oprichter Rosendaelsche Golfclub | 1925 |                                                                                         | Cultuur                                      | Rosendaelsche Golfclub                                                  | Arnhem                 | Gelderland    |            |
| Gaaikemabank                                                          | Harmannus Gaaikema, burgemeester van Gaasterland, zette zich in voor het behoud van de Gaasterlandse bossen                                                                            | 1925 |                                                                                         | Politicus                                    | Jolderenbos                                                             | Gaasterland            | Friesland     |            |
| Van der Hoop van Slochteren-bank                                      | Evert Jan Thomassen à Thuessink van der Hoop van Slochteren, burgemeester van Sappemeer                                                                                                | 1925 |                                                                                         | Politicus                                    | Parkstraat                                                              | Sappemeer              | Groningen     |            |
| Gedenkbank                                                            | Isaac Antoni van Roijen, burgemeester van Hoogezand | 1925 |                                                                                         | Politicus                                    | Jan Huitzingstraat (t.o. nummer 15)                                     | Hoogezand              | Groningen     |            |
| Jan de Wind-gedenkbank                                                | Jan de Wind, cavalerist | 1925 |                                                                                         | Militair                                     | Kerkstraat                                                              | Beverwijk              | Noord-Holland |            |
| Gedenkbank voor Joachimus Pieter Fockema Andreae                      | Joachimus Pieter Fockema Andreae, 12,5-jarig jubileum als burgemeester van Utrecht | 1926 | George van Heukelom                                                                     | Politicus                                    | Wilhelminapark                                                          | Utrecht                | Utrecht       |            |
| Van der Vet bank                                                      | Wijnand Wouter van der Vet, inzet voor de jongerensport | 1926 | Herman van der Kloot Meijburg                                                           | Sport                                        | Oosteinde 14                                                            | Voorburg               | Zuid-Holland  |            |
| Gedenkbank                                                            | Opening van de nieuwbouw van het raadhuis | 1927 | Johan Wilhelm Hanrath (architect) en Jaap Kaas (sculpturen)                             | Gebeurtenis                                  | Stadserf                                                                | Breda                  | Noord-Brabant |            |
| Jan van As-bank                                                       | Jan van As, wethouder in Bergen op Zoom | 1928 | Daniël Sleven                                                                           | Politicus                                    | Anton van Duinkerkenpark                                                | Bergen op Zoom         | Noord-Brabant |            |
| Cycloonbank                                                           | Stormramp van 1927 | 1928 | D. Markerink                                                                            | Gebeurtenis                                  | Haaksbergseweg (bij Begraafplaats Rozenkamp)                            | Neede                  | Gelderland    |            |
| Tellegen-bank                                                         | Jan Willem Cornelis Tellegen, directeur gemeentewerken in Arnhem | 1928 | Gijs Jacobs van den Hof                                                                 | Bestuurder                                   | Park Sonsbeek                                                           | Arnhem                 | Gelderland    |            |
| Gedenkbank J.G.M. van Griethuijsen                                    | Jan Gijsbert Martinus van Griethuijsen, burgemeester van Oegstgeest | 1929 | Willem van der Winkel                                                                   | Politicus                                    | Van Griethuijsenplein                                                   | Oegstgeest             | Zuid-Holland  |            |
| Klootsema-bank                                                        | Jan Klootsema, directeur van De Kruisberg | 1929 |                                                                                         | Bestuurder                                   | De Kruisberg                                                            | Doetinchem             | Gelderland    |            |
| Kuiper-bank                                                           | Jan Kuiper, geneesheer-directeur Wilhelmina Gasthuis | 1929 | Tjipke Visser                                                                           | Arts                                         | AMC Gebouw D (oorspronkelijk Wilhelmina Gasthuis)                       | Amsterdam              | Noord-Holland |            |
| Bank Burgemeester Schölvinck                                          | August Jozef Schölvinck, burgemeester van Warmond | 1929 |                                                                                         | Politicus                                    | Herenweg (t.h.v. nummer 73)                                             | Warmond                | Zuid-Holland  |            |
| Dresselhuys-bank                                                      | Hendrik Coenraad Dresselhuijs, Tweede Kamerlid en voorzitter van de LSP | 1930 | A. Mentink (gemeente-architect)                                                         | Politicus                                    | De Plantage                                                             | Culemborg              | Gelderland    |            |
| Gedenkbank H.F.B. Jacob                                               | H.F.B. Jacob | 1930 |                                                                                         | Divers                                       | Kasteel Staverden                                                       | Staverden              | Gelderland    |            |
| Minister Kan-bank                                                     | Johannes Benedictus Kan, minister van Binnenlandse Zaken en Landbouw | 1930 | J.B. Koning                                                                             | Politicus                                    | Boswachterij Gieten-Borger                                              | Gieten                 | Drenthe       |            |
| Nieboer-bank                                                          | Herman Jeremias Nieboer, inzet voor de volkshuisvesting in Den Haag | 1930 | Hoogeveen (architect)                                                                   | Divers                                       | Moerbeiplein                                                            | Den Haag               | Zuid-Holland  |            |
| Van de Poll-bank                                                      | Frederik van de Poll (1860 - 1937) | 1930 |                                                                                         | Politicus                                    | Zeisterbos                                                              | Zeist                  | Utrecht       |            |
| Stoopbank                                                             | Theodoor Stoop, initiatiefnemer inpoldering van de Biesbosch als bestrijding werkloosheid                                                                                              | 1930 |                                                                                         | Bestuurder                                   | Noorder Elsweg                                                          | Dordrecht              | Zuid-Holland  |            |
| Gedenkbank Bertram Storm van 's Gravesande                            | Bertram Storm van 's Gravesande, burgemeester van Wassenaar | 1930 | Co Brandes                                                                              | Politicus                                    | Burchtplein                                                             | Wassenaar              | Zuid-Holland  |            |
| Gedenkbank voor John Tattersall                                       | John Tattersall, directeur Tattersall & Holdsworth NV | 1930 | Karel Muller                                                                            | Divers                                       | Landgoed 't Slöttelmös                                                  | Enschede               | Overijssel    |            |
| Bank van Verschraage                                                  | A.J.A. Verschraage, notaris | 1930 | J. Korteweg en F.J.M. Verwoerd (architecten), Gerard van Aalst (plaquette)              | Jurist                                       | Wilhelminapark                                                          | Breda                  | Noord-Brabant |            |
| De Wentholt-bank                                                      | Dirk Wentholt, burgemeester van Hillegom | 1930 | Henry Zwiers                                                                            | Politicus                                    | Hoofdstraat                                                             | Hillegom               | Zuid-Holland  |            |
| De Scheveningsebank                                                   | Tweede Haven in Scheveningen, opening | 1931 | C.J.M. van Duijne                                                                       | Gebeurtenis                                  | Adriaan Maasplein                                                       | Scheveningen           | Zuid-Holland  |            |
| Johan Been-bank                                                       | Johan Been, gemeente-archivaris van Brielle | 1932 | Martinus Leonardus Middelhoek                                                           | Divers                                       | Asylplein                                                               | Brielle                | Zuid-Holland  |            |
| Gerdes Salomonsky-bank                                                | W. Salomonsky en M. Gerdes, respectievelijk beschermheer Oranjehof en voorzitter Kon. Nederl. Bond van oud-onderofficieren                                                             | 1932 | F. Barbiers                                                                             | Bestuurders                                  | Prins Hendriklaan                                                       | Soest                  | Utrecht       |            |
| Monument Jan Hamdorff                                                 | Jan Hamdorff, wethouder, gemeenteraadslid en kunsthandelaar in Laren | 1932 | Wouter Hamdorff en Adrianus Remiëns                                                     | Politicus                                    | Brink                                                                   | Laren                  | Noord-Holland |            |
| Hora Siccama-bank                                                     | Johan Hora Siccama van de Harkstede, initiatiefnemer voor de bebossing van het Drouwenerzand                                                                                           | 1932 |                                                                                         | Bestuurder                                   | Drouwenerzand                                                           | Drouwen                | Drenthe       |            |
| Van Reesbank                                                          | Jacob van Rees, oud-voorzitter Internationale Orde van Goede Tempeliers | 1932 | Jobs Wertheim                                                                           | Bestuurder                                   | Hoge Naarderweg                                                         | Hilversum              | Noord-Holland |            |
| Herdenkingsbank H.P.J. Tutein Nolthenius                              | Henri Paul Jules Tutein Nolthenius, burgemeester van Apeldoorn | 1932 | Pieter Puijpe                                                                           | Politicus                                    | Wilhelminapark                                                          | Apeldoorn              | Gelderland    |            |
| Monument van Stedebouw                                                | Martinus Zanen, tachtigste verjaardag van de directeur van Maatschappij tot Exploitatie van Onroerende Goederen Laan van Meerdervoort                                                  | 1933 | Co Brandes en Toon Dupuis                                                               | Bestuurder                                   | Van Ouwenlaan                                                           | Den Haag               | Zuid-Holland  |            |
| Leugenbank                                                            | Bommelse Brug, opening van de verkeersbrug over de Waal | 1933 | J. Riebergen (architect)                                                                | Gebeurtenis                                  | Waalkade                                                                | Zaltbommel             | Gelderland    |            |
| Krantz-bank                                                           | Boudewijn Frans Krantz, stichter Leidse hout in Leiden | 1934 |                                                                                         | Filantroop                                   | Leidse hout                                                             | Leiden                 | Zuid-Holland  |            |
| Wethouder J.C. Laan-bank                                              | J.C. Laan, wethouder in Bloemendaal | 1934 | Anthonie Pieter Smits en Cornelis van de Linde                                          | Politicus                                    | Lage Duin en Daalseweg                                                  | Bloemendaal            | Noord-Holland |            |
| Marius Tonckens-bank                                                  | Marius Tonckens, burgemeester van Zuidwolde | 1934 |                                                                                         | Politicus                                    | Vijver Faliebergbos                                                     | Zuidwolde              | Drenthe       |            |
| Herdenkingsbank M. van Wijhe                                          | Marten van Wijhe, directeur jongenshuis Hoenderloo | 1934 | Pieter Puijpe                                                                           | Bestuurder                                   | Van Heutszlaan                                                          | Apeldoorn              | Gelderland    |            |
| Burgemeester Boerema-bank                                             | Dirk Boerema, burgemeester van Haren | 1935 |                                                                                         | Politicus                                    | Burgemeester Boeremapark                                                | Haren                  | Groningen     |            |
| Notarisbank                                                           | Rutgerus Dinger, 40-jarig jubileum als notaris | 1935 | Jan Willem Dinger                                                                       | Jurist                                       | Lindeboomsberg                                                          | Lunteren               | Gelderland    |            |
| Emmabank                                                              | Emma van Waldeck-Pyrmont | 1935 | Constant Emil Alexander                                                                 | Koningshuis                                  | Julianapark                                                             | Schiedam               | Zuid-Holland  |            |
| Burgemeester Eyma-bank                                                | Cornelis Johannes Eyma, burgemeester van Egmond aan Zee | 1935 | Dirk Saal                                                                               | Politicus                                    | Burgemeester Eymaplein                                                  | Egmond aan Zee         | Noord-Holland |            |
| Jubileumklok G.E.B.                                                   | Gemeentelijk Energie Bedrijf, 25-jarig jubileum | 1935 |                                                                                         | Gebeurtenis                                  | Vrieseweg                                                               | Dordrecht              | Zuid-Holland  |            |
| Commissaris Jasbank                                                   | Cornelis François Jas, commissaris van de burgemeester van Rotterdam | 1935 | Gerrit Willem Baas (architect)                                                          | Politicus                                    | Schelpweg                                                               | Hoek van Holland       | Zuid-Holland  |            |
| Huldeblijk W. Meijer                                                  | Willem Meijer, gemeente-secretaris en burgemeester van IJsselmuiden | 1935 |                                                                                         | Politicus                                    | Zoddepark                                                               | IJsselmuiden           | Overijssel    |            |
| Burgemeester van Oppen-bank                                           | Leopold van Oppen, burgemeester van Maastricht | 1935 | Charles Vos                                                                             | Politicus                                    | Waldeckpark                                                             | Maastricht             | Limburg       |            |
| Van Tienhovenbank                                                     | Pieter van Tienhoven, medeoprichter van Vereniging Natuurmonumenten | 1935 | Bernard Vriens                                                                          | Bestuurder                                   | Oisterwijkse Bossen en Vennen (bij Van Esschenven)                      | Oisterwijk             | Noord-Brabant |            |
| Burgemeester Van de Velde-bank                                        | E.A.H.A. van de Velde, burgemeester van Loenen | 1935 |                                                                                         | Politicus                                    | Cronenburgherlaan                                                       | Loenen                 | Utrecht       |            |
| Meester Posthuma-bank                                                 | Wieger Posthuma, oprichter Vereniging Natuurschoon | 1935 |                                                                                         | Leraar                                       | Natuurschoon                                                            | Nietap                 | Drenthe       |            |
| Eisma-bank                                                            | Eisma (familie) | 1936 | Jan Postma (gemeente-architect)                                                         | Divers                                       | Julianapark                                                             | Bolsward               | Friesland     |            |
| Gedenkbank Egbert ten Cate                                            | Egbert ten Cate, lid firma H. ten Cate Hzn. | 1936 | Gerard van Aalst (plaquette)                                                            | Divers                                       | Egbert ten Catepark                                                     | Almelo                 | Overijssel    |            |
| Ir. Dinger-bank                                                       | Anton Eduard Dinger, voorzitter van de VVV | 1936 |                                                                                         | Bestuurder                                   | De Hesselleplein                                                        | Heerlen                | Limburg       |            |
| Gerdes Oosterbeek-bank                                                | T. Gerdes Oosterbeek, administrateur van woningcorporatie De Goede Woning | 1936 |                                                                                         | Divers                                       | Westenenkerpark                                                         | Apeldoorn              | Gelderland    |            |
| Huizingabank                                                          | Johannes Huizinga, burgemeester van Terneuzen | 1936 | B. van der Griendt                                                                      | Politicus                                    | Axelsestraat (naast nummer 14)                                          | Terneuzen              | Zeeland       |            |
| C.A.P. Ivensbank                                                      | Kees Ivens, gemeenteraadslid in Nijmegen, zette zich in voor de totstandkoming van de Waalbrug in 1936                                                                                 | 1936 | Charles Estourgie                                                                       | Politicus                                    | Hunnerpark                                                              | Nijmegen               | Gelderland    |            |
| Der Kinderen-bank                                                     | C.J. der Kinderen, gemeente-arts in Diemen | 1936 | Jan de Boer en Abraham Oznowicz                                                         | Arts                                         | Hartveldseweg 34-35 (aan gevel)                                         | Diemen                 | Noord-Holland |            |
| Ds. A.W. Voors-bank                                                   | A.W. Voors, directeur kindertehuis Martha-Stichting | 1936 |                                                                                         | Bestuurder                                   | Park Rijnstroom                                                         | Alphen aan den Rijn    | Zuid-Holland  |            |
| Gedenkbank Burgemeester Berkhoutpark                                  | Burgemeester Berkhoutpark, opening | 1937 |                                                                                         | Gebeurtenis                                  | Burgemeester Berkhoutpark                                               | Voorschoten            | Zuid-Holland  |            |
| Theodoor Dorrenbank                                                   | Theodoor Dorren, wethouder, pionier van het Valkenburgs toerisme en medeoprichter van de eerste Nederlandse VVV                                                                        | 1937 |                                                                                         | Bestuurder                                   | Kasteel Valkenburg                                                      | Valkenburg aan de Geul | Limburg       |            |
| Juliana en Bernhard-bank                                              | Juliana en Bernhard, huwelijk | 1937 | J. Zijlstra (gemeente-architect)                                                        | Koningshuis                                  | Raadhuisweg (bij nummer 7)                                              | Bergum                 | Friesland     |            |
| Juliana en Bernhard-bank                                              | Juliana en Bernhard, huwelijk | 1937 | Dirk van Diepen                                                                         | Koningshuis                                  | Schoolstraat                                                            | Castricum              | Noord-Holland |            |
| Juliana en Bernhard-bank                                              | Juliana en Bernhard, huwelijk | 1937 |                                                                                         | Koningshuis                                  | Zuid-Oostwal (voor nummer 28)                                           | Gennep                 | Limburg       |            |
| Juliana en Bernhard-bank                                              | Juliana en Bernhard, huwelijk | 1937 |                                                                                         | Koningshuis                                  | Goorseweg                                                               | Markelo                | Overijssel    |            |
| Juliana en Bernhard-bank                                              | Juliana en Bernhard, huwelijk | 1937 | Albert Termote                                                                          | Koningshuis                                  | Juliana-Bernardpark                                                     | Voorburg               | Zuid-Holland  |            |
| Juliana en Bernhard-bank                                              | Juliana en Bernhard, huwelijk | 1937 | M. vd Heijden                                                                           | Koningshuis                                  | Westdampark                                                             | Woerden                | Utrecht       |            |
| De Westrabank                                                         | Willem Westra, eerste voorzitter van de Nederlandse Kaatsbond | 1937 | Gerhardus Jan Adema                                                                     | Sport                                        | Bolwerk                                                                 | Franeker               | Friesland     |            |
| Mackay-bank                                                           | Constantijn Willem Ferdinand baron Mackay, burgemeester van Ermelo | 1938 |                                                                                         | Bestuurder                                   | Oranjepark                                                              | Nunspeet               | Gelderland    |            |
| Bank J.J. Nieuwenhuijsen                                              | Johannes Jacobus Nieuwenhuijsen, 25-jarig jubileum als burgemeester van Limmen | 1937 | C.J. de Rooy                                                                            | Politicus                                    | Hogeweg (naast nummer 78)                                               | Limmen                 | Noord-Holland |            |
| Oranjebank                                                            | Beatrix, Juliana, Bernhard en Wilhelmina | 1938 |                                                                                         | Koningshuis                                  | Van Heutszpark                                                          | Coevorden              | Drenthe       |            |
| Beatrix-bank                                                          | Beatrix, geboorte | 1938 |                                                                                         | Koningshuis                                  | Hofsingel                                                               | Maasland               | Zuid-Holland  |            |
| Emma-bank                                                             | Emma van Waldeck-Pyrmont | 1938 | Jan Wils                                                                                | Koningshuis                                  | Lange Voorhout                                                          | Den Haag               | Zuid-Holland  |            |
| ENKA Herinneringsbank                                                 | ENKA, 25-jarig jubileum van de productie van kunstvezel | 1938 | Brouwer's Aardewerk                                                                     | Gebeurtenis                                  | Sterkerij                                                               | Ede                    | Gelderland    |            |
| Ten Houtenbank                                                        | Albertus Theodorus ten Houten | 1938 |                                                                                         | Bestuurder                                   | Meester A.Th. ten Houtenlaan                                            | Winterswijk            | Gelderland    |            |
| Eugenie van Moppes-Rose-bank                                          | Eugenie van Moppes-Rose, haar echtgenoot, M.L. van Moppes, schonk het geld voor de bouw van nazorgwoningen Zonnestraal                                                                 | 1938 |                                                                                         | Filantroop                                   | Nazorgwoningen Sanatorium Zonnestraal (Loosdrechtse Bos 27)             | Hilversum              | Noord-Holland |            |
| Burgemeester Petersmonument                                           | | 1938 |                                                                                         | Politicus                                    | Nabij Kasteel Radboud                                                   | Medemblik              | Noord-Holland |            |
| Tonckensbank                                                          | Johannes Tonckens, burgemeester die zich inzette voor de totstandkoming van het Natuurbad Norg (nu Molenduinbad)                                                                       | 1938 |                                                                                         | Politicus                                    | Molenduinbad                                                            | Norg                   | Drenthe       |            |
| Wilhelmina-monument                                                   | Wilhelmina, 40-jarig jubileum | 1938 | Otto de Haart en Johannes Cornelis Wiegman (bank en zuil) en Albert Termote (medaillon) | Koningshuis                                  | Philips de Jongh Wandelpark                                             | Eindhoven              | Noord-Brabant |            |
| Wilhelmina-bank                                                       | Wilhelmina, 40-jarig jubileum | 1938 |                                                                                         | Koningshuis                                  | Notenboomstraat                                                         | Groenlo                | Gelderland    |            |
| Koningin Wilhelminabank                                               | Wilhelmina, 40-jarig jubileum | 1938 |                                                                                         | Koningshuis                                  | Koningin Wilhelminaplein                                                | Krimpen aan den IJssel | Zuid-Holland  |            |
| Gedenkbank koningin Wilhelmina                                        | Wilhelmina, 40-jarig jubileum | 1938 |                                                                                         | Koningshuis                                  | Leeuwensteinplein                                                       | Vught                  | Noord-Brabant |            |
| Burgemeester Bulten-bank                                              | Hendrik Jan Bulten, burgemeester van Blokzijl | 1939 | Mannes Meijerink                                                                        | Politicus                                    | Wortelmarkt                                                             | Blokzijl               | Overijssel    |            |
| Burgemeester van Harinxma Thoe Slootenbank                            | Douwe Jan Andries baron van Harinxma Thoe Slooten | 1939 | Frits Eschauzier                                                                        | Politicus                                    | Leeuwenlaan                                                             | 's-Graveland           | Noord-Holland |            |
| Prinses Irene-bank                                                    | Prinses Irene, geboorte | 1939 |                                                                                         | Koningshuis                                  | Stationsstraat                                                          | Wilnis                 | Utrecht       |            |
| Van Os-bank                                                           | Hendrik Gerard van Os, burgemeester van Diever | 1939 |                                                                                         | Politicus                                    | Kasteel                                                                 | Diever                 | Drenthe       |            |
| Jac. van Kempen-bank                                                  | Jac. van Kempen, tenor | 1940 | Joop Veldheer en een anonieme architect                                                 | Cultuur                                      | Valckenburghlaan                                                        | Bloemendaal            | Noord-Holland |            |
| VVV-bank                                                              | VVV, 25-jarig jubileum | 1940 |                                                                                         | Jubileum vereniging                          | Enkweg                                                                  | Holten                 | Overijssel    |            |
| Goeman Borgesiusbank                                                  | Arius Hendrik Goeman Borgesius, burgemeester van Steenwijk | 1940 |                                                                                         | Politicus                                    | Goeman Borgesiusstraat                                                  | Steenwijk              | Overijssel    |            |
| Polling-bank                                                          | R. Polling, bestuurder Nederlandse bouwarbeidersbond | 1940 |                                                                                         | Bestuurder                                   | Postmaatseweg                                                           | Norg                   | Drenthe       |            |
| Wielrijdersbank                                                       | Militaire wielrijders gelegerd in Gouda tot 1940 | 1941 |                                                                                         | Gebeurtenis                                  | Nieuwe Veerstal                                                         | Gouda                  | Zuid-Holland  |            |
| Evacuatie-gedenkbank                                                  | Evacuatie uit Veenendaal tijdens de Tweede Wereldoorlog, dankbaarheid | 1941 |                                                                                         | Tweede Wereldoorlog (evacuatie)              | Provincialeweg                                                          | Haastrecht             | Zuid-Holland  |            |
| VVV-bank                                                              | VVV Harderwijk Vooruit, 40-jarig jubileum | 1941 |                                                                                         | Jubileum vereniging                          | Oranjepark                                                              | Harderwijk             | Gelderland    |            |
| Burgemeester Buiskool-bank                                            | Jan Buiskool, burgemeester van Vlagtwedde | 1942 | J. Hemkes                                                                               | Politicus                                    | Dorpstraat                                                              | Sellingen              | Groningen     |            |
|                                                                       | Ouwehands Dierenpark, 10-jarig jubileum | 1942 |                                                                                         | Jubileum                                     |                                                                         | Rhenen                 | Utrecht       |            |
| Herdenkingsbank Deense chauffeurs                                     | Deense chauffeurs, omgekomen bij beschieting door geallieerde vliegtuigen | 1944 |                                                                                         | Tweede Wereldoorlog                          | Kayersdijk (naast nummer 122)                                           | Apeldoorn              | Gelderland    |            |
| Bart van Elstplantsoen                                                | Bart van Elst, verzetsstrijder | 1945 |                                                                                         | Tweede Wereldoorlog (verzet)                 | Bart van Elstplantsoen                                                  | Bennekom               | Gelderland    |            |
| Oorlogsmonument                                                       | Dankbaarheid voor de hulp van Zwolle aan de inwoners van Hengelo, Oldenzaal en Enschede tijdens de Tweede Wereldoorlog                                                                 | 1945 |                                                                                         | Tweede Wereldoorlog                          | Kerkstraat                                                              | Zwolle                 | Overijssel    |            |
| Van Eysinga-bank                                                      | Anna van Eysinga, 80e verjaardag | 1946 | Andries Baart sr.                                                                       | Filantroop                                   | Prinsentuin                                                             | Leeuwarden             | Friesland     |            |
| Monument W.O. II                                                      | Tweede Wereldoorlog | 1946 | H.W. van Kempen                                                                         | Tweede Wereldoorlog (algemeen)               | Willem de Zwijgerlaan                                                   | Santpoort Zuid         | Noord-Holland |            |
| Snippeling dankt Oxe                                                  | Evacuatie van de bewoners van Snippeling tijdens de Tweede Wereldoorlog | 1946 |                                                                                         | Tweede Wereldoorlog (evacuatie)              | Oxersteeg                                                               | Oxe                    | Overijssel    |            |
| De Bank van Ome Jan                                                   | Jan van Zutphen, oprichter en voorzitter Sanatorium Zonnestraal | 1948 |                                                                                         | Bestuurder                                   | Loosdrechtse Bos                                                        | Hilversum              | Noord-Holland |            |
| Wilhelmina-bank                                                       | Wilhelmina, 50-jarig jubileum | 1948 |                                                                                         | Koningshuis                                  | Stationsweg                                                             | Wapenveld              | Gelderland    |            |
| Wilhelmina-bank                                                       | Wilhelmina, 50-jarig jubileum | 1948 |                                                                                         | Koningshuis                                  | Hof                                                                     | Bergeijk               | Noord-Brabant |            |
| Wilhelmina-bank                                                       | Wilhelmina, 50-jarig jubileum | 1948 |                                                                                         | Koningshuis                                  | Stationsweg                                                             | Mijdrecht              | Utrecht       |            |
| Wilhelmina-bank                                                       | Wilhelmina, 50-jarig jubileum | 1948 |                                                                                         | Koningshuis                                  | Markt (naast Weerderhuys)                                               | Valkenswaard           | Noord-Brabant |            |
| Gedenkbank Dr. S. Wartena                                             | Sjoerd Wartena, gemeentearts in Weesp | 1948 | Kors Breijer                                                                            | Arts                                         | Groeneweg                                                               | Weesp                  | Noord-Holland |            |
| Berghoef bank                                                         | Steven Berghoef, 80e verjaardag van de gemeentesecretaris | 1949 |                                                                                         | Divers                                       | Nieuwe Zandweg                                                          | Linschoten             | Utrecht       |            |
| Texel-bank                                                            | Texelaars die in de Tweede Wereldoorlog voor dwangarbeid naar Assen kwamen, dankbaarheid voor hulp en gastvrijheid van de Assenaren                                                    | 1950 | J. van der Pijl                                                                         | Tweede Wereldoorlog                          | Brink                                                                   | Assen                  | Drenthe       |            |
| Gedenkbank                                                            | Evacuatie uit Nederhorst en Berg tijdens de Tweede Wereldoorlog, dankbaarheid | 1951 |                                                                                         | Tweede Wereldoorlog (evacuatie)              | Dorpsweg 120                                                            | Schellinkhout          | Noord-Holland |            |
| Herinneringsbank Tine Marcus                                          | Tine Marcus, voorvechtster voor de belangen van slechthorenden en medebestuurder van de Nederlandse Vereniging Voor Slechthorenden                                                     | 1951 |                                                                                         | Bestuurder                                   | Barneveldseweg 11                                                       | Lunteren               | Gelderland    |            |
| Verzetsmonument                                                       | Verzet uit Veenhuizen tijdens de Tweede Wereldoorlog | 1951 |                                                                                         | Tweede Wereldoorlog (verzet)                 | Meidoornlaan                                                            | Veenhuizen             | Drenthe       |            |
| VVV-bank of Gestelbank                                                | | 1951 |                                                                                         |                                              | Bergstraat                                                              | Ede                    | Gelderland    |            |
| Graaf Bentinckbank                                                    | W.F.C.H. Bentinck | 1952 |                                                                                         | Filantroop                                   | Edese bos                                                               | Ede                    | Gelderland    |            |
| J. de Leviebank                                                       | Jacob de Levie, secretaris van de VVV | 1952 |                                                                                         | Divers                                       | Het Laar                                                                | Ommen                  | Overijssel    |            |
| C.E.W. Nering Bögelbank                                               | Cornelis Edzard Warmold Nering Bögel, burgemeester van Stad en Ambt Ommen | 1952 |                                                                                         | Politicus                                    | Het Laar                                                                | Ommen                  | Overijssel    |            |
| Goffertbank                                                           | Verfraaiings-Vereniging Nijmegen, 75-jarig jubileum | 1955 | G.J. Loogman                                                                            | Jubileum vereniging                          | Goffertpark                                                             | Nijmegen               | Gelderland    |            |
| Venlo dankt Veendam                                                   | Evacuatie uit Venlo tijdens de Tweede Wereldoorlog, dankbaarheid | 1957 |                                                                                         | Tweede Wereldoorlog (evacuatie)              | Brink                                                                   | Veendam                | Groningen     |            |
| Douw Snijderbank                                                      | | 1958 | T. Klazinga                                                                             |                                              | Julianaplein                                                            | Boskoop                | Zuid-Holland  |            |
| Zeelandbank                                                           | Watersnood van 1953, Amsterdamse hulp | 1958 | Nico Onkenhout                                                                          | Gebeurtenis                                  | Weteringcircuit                                                         | Amsterdam              | Noord-Holland |            |
| Van Berckelbank                                                       | Gerard Frans Willem van Berckel, ambtsjubileum als burgemeester van Noordwijk | 1959 | Oswald Wenckebach                                                                       | Politicus                                    | Oude Zeeweg (voor nummer 78)                                            | Noordwijk aan Zee      | Zuid-Holland  |            |
| Burgemeester De Goffau-bank                                           | Josephus Abraham de Goffau, burgemeester van Rilland-Bath | 1959 | B. Bakker (architect)                                                                   | Politicus                                    | Burgemeester Jobselaan                                                  | Rilland                | Zeeland       |            |
| Karel van der Heijdenbank                                             | Karel van der Heijden, officier | 1963 | Johannes Cornelis Wienecke                                                              | Militair                                     | Bronbeek                                                                | Arnhem                 | Gelderland    |            |
| Monument voor Mr. John Eric Banck                                     | John Eric Banck, eigenaar Schiermonnikoog | 1965 |                                                                                         | Filantroop                                   | Zeedijk                                                                 | Schiermonnikoog        | Friesland     |            |
| Majoor J.N. Breunesebank                                              | Jaap Breunese, organisator Nijmeegse Vierdaagse | 1966 | Charles Hammes                                                                          | Bestuurder                                   | Julianapark                                                             | Nijmegen               | Gelderland    |            |
| Overvoordebank                                                        | Jacob Cornelis Overvoorde, historicus, archivaris en jurist | 1975 | Carel Weeber en Christien Nijland (plaquette)                                           | Archivaris                                   | Stek (tegenover nummer 17)                                              | Dordrecht              | Zuid-Holland  |            |
| Van Grutingbank                                                       | Hendricus Jacobus Gruting, notaris | 1977 |                                                                                         | Jurist                                       | Rijtuigweg                                                              | Bergen op Zoom         | Noord-Brabant |            |
| Burgemeester Wessels-bank                                             | Dirk Wessels, burgemeester van Ameide | 1977 |                                                                                         | Bestuurder                                   | Paramasiebaan                                                           | Ameide                 | Utrecht       |            |
| Vissersmonument / Gedenkbank 100 jaar 'Hulp in Nood'                  | Verdronken vissers uit Zoutkamp en 100-jarig jubileum Vissersvereniging Hulp in Nood                                                                                                   | 1984 | Abel Buitjes                                                                            | Drenkelingen / Jubileum vereniging           | Oude Zeedijk                                                            | Zoutkamp               | Groningen     |            |
| Airborne-monument                                                     | Landing van de eenheden van de 1ste Britse Airborne Divisie en van de 1ste Poolse Onafhankelijke Parachutistenbrigade in september 1944                                                | 1991 | D.C. van Stuyvenberg                                                                    | Tweede Wereldoorlog (geallieerde militairen) | Parallelweg                                                             | Wolfheze               | Gelderland    |            |
| Centraal Monument                                                     | | 1995 |                                                                                         | Tweede Wereldoorlog (geallieerden)           |                                                                         | Lunteren               | Gelderland    |            |
| Spruwwejagers Bank                                                    | Spruwwejagers, 33-jarig jubileum carnavalsvereniging | 1995 |                                                                                         | Jubileum vereniging                          | Heer van Scherpenzeelweg                                                | Mierlo                 | Noord-Brabant |            |
| J.D. van der Wind-bank                                                | J.D. van der Wind, arts | 1995 |                                                                                         | Arts                                         | Dorpsstraat (naast Hervormde kerk)                                      | Lexmond                | Utrecht       |            |
| Gedenkbank 100 jaar IJsclub                                           | Hekendorpse IJsclub, 100-jarig jubileum | 2002 |                                                                                         | Jubileum vereniging                          | Oostkade                                                                | Hekendorp              | Utrecht       |            |
| Gedenkteken Muiderpoortstation                                        | Deportatie van Nederlandse Joden vanaf Station Amsterdam Muiderpoort tijdens de Tweede Wereldoorlog                                                                                    | 2002 | Steffen Maas                                                                            | Tweede Wereldoorlog (Holocaust)              | Oosterspoorplein                                                        | Amsterdam              | Noord-Holland |            |
| Herdenkingsbank voor het verzet                                       | | 2005 |                                                                                         | Tweede Wereldoorlog (verzet)                 | IJsseldijk 144 (Algemene begraafplaats)                                 | Krimpen aan den IJssel | Zuid-Holland  |            |
| Van Baerdt van Sminiabank                                             | Burgemeester | 2006 | Ids Willemsma                                                                           | Politicus                                    | Om'e toer 6 (Terptsjerke)                                               | Akkrum                 | Friesland     |            |
| Monument voor Pierre Bayle                                            | Pierre Bayle, filosoof | 2007 | Paul Cox                                                                                | Filosoof                                     | Erasmus Universiteit Rotterdam                                          | Rotterdam              | Zuid-Holland  |            |
| Wethoudersbankje                                                      | Jaap Bedijn en Piet den Otter, wethouders | 2007 | Frans van der Veld                                                                      | Politici                                     | Hoofdstraat                                                             | Noordwijk aan Zee      | Zuid-Holland  |            |
| Gedenkbank Parelmauwers                                               | | 2008 |                                                                                         |                                              | Gemeentehuistuin                                                        | Heeze                  | Noord-Brabant |            |
| Anita Andriesen banken                                                | Anita Andriesen, lid Gedeputeerde Staten Friesland | 2010 | Gunnar Daan                                                                             | Politicus                                    | Zeedijk                                                                 | Zwarte Haan            | Friesland     |            |
| Jubileumbank Vondelpark                                               | Vondelpark (destijds Nieuwe Park), oprichters bij het 75-jarig jubileum. Vervanging van voorlopers uit 1960 en 1939                                                                    | 2010 | Geert Lebbing                                                                           | Divers                                       | Vondelpark                                                              | Amsterdam              | Noord-Holland |            |
| Bankje van Maxima                                                     | Máximapark, opening | 2013 |                                                                                         | Gebeurtenis                                  | Máximapark                                                              | Utrecht                | Utrecht       |            |
| Plaquette mr. baron B.P. van Verschuer                                | B.P. van Verschuer | 2013 | Cornelis Beets (plaquette)                                                              |                                              | Van Verschuerplein                                                      | Arnhem                 | Gelderland    |            |
| 100 jaar Natuurmonumenten                                             | Vereniging Natuurmonumenten, 100-jarig jubileum | 2015 |                                                                                         | Jubileum vereniging                          | Oisterwijkse Bossen en Vennen (bij Groot Kolkven)                       | Oisterwijk             | Noord-Brabant |            |
| Gedenkbank Wiardi Beckman                                             | Herman Bernard Wiardi Beckman, verzetsstrijder tijdens de Tweede Wereldoorlog | 2016 | Alphons ter Avest                                                                       | Tweede Wereldoorlog (verzet)                 | Batavierenweg                                                           | Nijmegen               | Gelderland    |            |
| Gedenkbank 1940-1945                                                  | Tweede Wereldoorlog | 2017 |                                                                                         | Tweede Wereldoorlog                          | Van Kolplein                                                            | Velp                   | Gelderland    |            |
| Hanskenbankje                                                         | Hansken, olifant die in de zeventiende eeuw in Europa was | 2021 | Elisabeth Rijkels-Visser                                                                | Divers                                       | Herenstraat                                                             | Rijswijk               | Zuid-Holland  |            |
| Vissersmonument                                                       | Visserij op Texel | 2023 |                                                                                         | Divers                                       | Waddendijk                                                              | Oudeschild (Texel)     | Noord-Holland |            |
| Koning Willem I bank                                                  | Willem I der Nederlanden | 2023 |                                                                                         | Koningshuis                                  | Haagse Bos                                                              | Den Haag               | Zuid-Holland  |            |
| Heinrich Wittebank                                                    | Heinrich Witte, botanicus |      |                                                                                         | Academicus                                   | Heinrich Witteweg                                                       | Bennekom               | Gelderland    |            |
| Bevrijdings-monument                                                  | |      |                                                                                         | Tweede Wereldoorlog                          | Tinus de Witplantsoen                                                   | Breukelen              | Utrecht       |            |
| Gedenkbank Evacuatie 1940                                             | |      |                                                                                         | Tweede Wereldoorlog                          | Fortuijnplein                                                           | Molenwaard             | Zuid-Holland  |            |
| Gedenkbank Cornelis Flohil                                            | Cornelis Flohil, huisarts in Numansdorp |      |                                                                                         | Arts                                         | Flohilplein                                                             | Numansdorp             | Zuid-Holland  |            |
| Gedenkbank Rotterdamse vluchtelingen                                  | |      |                                                                                         | Tweede Wereldoorlog                          | Platanenplein                                                           | Vriezenveen            | Overijssel    |            |
|                                                                       | Jan van der Linde |      |                                                                                         |                                              | Brediuspark                                                             | Woerden                | Utrecht       |            |

## Verdwenen en herbestemde gedenkbanken
Hieronder staat een lijst van gedenkbanken die geheel of gedeeltelijk verdwenen zijn, of een andere bestemming hebben gekregen.
| Naam                        | Opgedragen aan | Jaar | Ontwerper(s)                               | Categorie        | Locatie                         | Plaats      | Provincie     | Achtergrond | Afbeelding |
| --------------------------- | --- | ---- | ------------------------------------------ | ---------------- | ------------------------------- | ----------- | ------------- | --- | ---------- |
| Bank van Goudswaard         | Leendert Goudswaard, onderwijzer | 1922 |                                            | Leraar           | Duinen eerste slag              | Rockanje    | Zuid-Holland  | In 2003 geheel vervangen door nieuw exemplaar                                                                                  |            |
| Spiekman-monument           | Hendrik Spiekman, mede-oprichter van de SDAP | 1922 | Hendrik Petrus Berlage                     | Politicus        | Mathenesserdijk 111A            | Rotterdam   | Zuid-Holland  | Van de oorspronkelijke bank rest niets anders dan de plaquette                                                                 |            |
| Dokter J.J. Maats-bank      | J.J. Maats, huisarts in Purmerend | 1926 | Mart Stam                                  | Arts             |                                 | Purmerend   | Noord-Holland | Van de oorspronkelijke bank rest niets anders dan de naamplaat                                                                 |            |
| Melchior-bank               | Hendrik Willem Melchior, huisarts en raadslid in Bilthoven                                                                                       | 1928 | Hermann Friedrich Mertens                  | Politicus / arts | Nachtegaallaan                  | Bilthoven   | Utrecht       | Verdwenen |            |
| Van den Hurkbank            | M.G. van den Hurk, raadslid in Eindhoven | 1932 |                                            | Politicus        | Willaertplein                   | Eindhoven   | Noord-Brabant | Gevandaliseerd en vervolgens gesloopt in 1972                                                                                  |            |
| Burgemeester Maarschalkbank | Cornelis Maarschalk, 15-jarig jubileum als burgemeester van Haarlem                                                                              | 1934 | Carel Adolph Lion Cachet en Lambertus Zijl | Politicus        | Haarlemmerhout                  | Haarlem     | Noord-Holland | Gevandaliseerd en delen ontvreemd                                                                                              |            |
| Meuleman-bank               | Clemens Meuleman, directeur van de Vroedvrouwenschool                                                                                            | 1934 | Charles Vos (plaquette)                    | Bestuurder       | Parc Imstenrade                 | Heerlen     | Limburg       | De plaquette is herplaatst in het gebouw, de bank is verdwenen in het struikgewas                                              |            |
|                             | Otto Jan Marie van Nispen tot Pannerden, burgemeester van Groesbeek                                                                              | 1935 |                                            | Politicus        |                                 | Groesbeek   | Gelderland    | Tijdens de Tweede Wereldoorlog zwaar beschadigd en daarom verwijderd                                                           |            |
| Claesen-bank                | J.C. Claesen, oprichter steenfabriek A.J. Claesen & Co. De bank werd door de fabriek aangeboden aan de gemeente ter herinnering aan de oprichter | 1936 | Jan van der Valk                           | Bestuurder       | Hoefstraat (bij Hoefstraatkerk) | Tilburg     | Noord-Brabant | Tegenover de kerk stond de steenfabriek van Claesen. Deze is gesloopt en er kwam woningbouw. Ook de bank is niet overgeleverd. |            |
| Jubileumbank Vondelpark     | Vondelpark (destijds Nieuwe Park), oprichters bij het 75-jarig jubileum                                                                          | 1939 |                                            | Divers           | Rosarium Vondelpark             | Amsterdam   | Noord-Holland | Vervangen in 1960 door een replica. In 2010 opnieuw vervangen met hergebruik uit 1960                                          |            |
| Wim Kok-bank                | Wim Kok, minister-president | 1996 |                                            | Politicus        | Bloemengaarde 41                | Bergambacht | Zuid-Holland  | Herbestemd op schoolplein obs Kiezel en Kei                                                                                    |            |